# سه‌گانه ویرشو
سه‌گانهٔ ویرشو (انگلیسی: Virchow's triad) سه دستهٔ جامع از عواملی را بیان می‌کند که تصور می‌شود در ایجاد ترومبوز نقش دارند.
- افزایش انعقادپذیری خون
- تغییرات همودینامیک (ایستایی یا سکون جریان خون / تلاطم جریان خون)
- آسیب به لایه درون‌رگی

این اصطلاح پزشکی به افتخار پزشک مشهور آلمانی رودلف ویرشو نام‌گذاری شده است. با این حال، مولفه‌های تشکیل دهنده سه‌گانهٔ ویرشو توسط او پیشنهاد نشده بود. ویرشو هرگز سه‌گانه‌ای را برای توصیف نحوه بیماری‌زایی و تشکیل ترومبوز وریدی بیان نکرد. در واقع، تا دهه‌ها پس از مرگ ویرشو، اتفاق نظر علمی وجود نداشت که ترومبوز نتیجه تغییر در جریان خون، آسیب اندوتلیال عروقی یا تغییر در ساختار خون است. با این حال، درک مدرن از عوامل منجر به آمبولی، مشابه توصیف ارائه شده اولیه توسط ویرشو است. امروزه سه‌گانهٔ ویرشو همچنان یک مفهوم مفید برای پزشکان و آسیب‌شناسان در درک عوامل مؤثر در ترومبوز باقی مانده است.

## سه‌گانه
سه‌گانهٔ ویرشو از سه جزء تشکیل شده است:
| نظر رودلف ویرشو                        | اصطلاح امروزی                             | یادداشت‌ها/توضیح |
| -------------------------------------- | ----------------------------------------- | --- |
| پدیده قطع جریان خون                    | کُندی یا ایستایی جریان وریدی               | دسته اول، تغییرات در جریان خون طبیعی، به چندین وضعیت اشاره دارد: کُندی یا ایستایی جریان خون وریدی، عمل جراحی طولانی، بی‌تحرکی طولانی مدت (در سفر هوایی با هواپیما یا ماشین‌سواری طولانی، در بستر ماندن طولانی در جریان طول بستری بیمارستانی) و واریس است. برابری نسخه ویرشو و نسخه مدرن مورد مناقشه است. |
| پدیده‌های مرتبط با تحریک رگ و مجاورت آن | آسیب به لایه درون‌رگی یا آسیب به دیوارهٔ رگ | دسته دوم، صدمات و/یا تروما به لایه درون‌رگی شامل سوراخ شدن عروق و آسیب‌های ناشی از تنش برشی یا فشار خون بالا است. این دسته توسط پدیده‌های سطحی و تماس با سطوح پیش‌انعقادساز مانند باکتری‌ها، خرده‌های مواد خارجی، بیومتریال‌های ایمپلنت‌ها یا تجهیزات پزشکی، غشای پلاکت‌های فعال شده و غشای مونوسیت‌ها در التهاب مزمن حاکم است. |
| پدیده‌های انعقاد خون                    | افزایش انعقادپذیری خون                    | دسته آخر، تغییرات در ساختار خون، دارای عوامل خطر متعددی مانند هیپر ویسکوزیته (افزایش چگالی خون)، جهش در فاکتور انعقادی ۵ لایدن، جهش فاکتور انعقادی دو G2021A، کمبود آنتی‌ترومبین III، کمبود پروتئین C یا S، سندرم نفروتیک، تغییرات پس از ضربه شدید یا سوختگی، سرطان، بارداری و زایمان دیررس، نژاد، سن بالا، سیگار کشیدن، داروهای ضدبارداری هورمونی و چاقی است. همه این عوامل خطر می‌توانند وضعیتی به نام افزایش انعقادپذیری (انعقاد بیش از حد آسان خون) را ایجاد کنند. |